# Route gegen das Vergessen

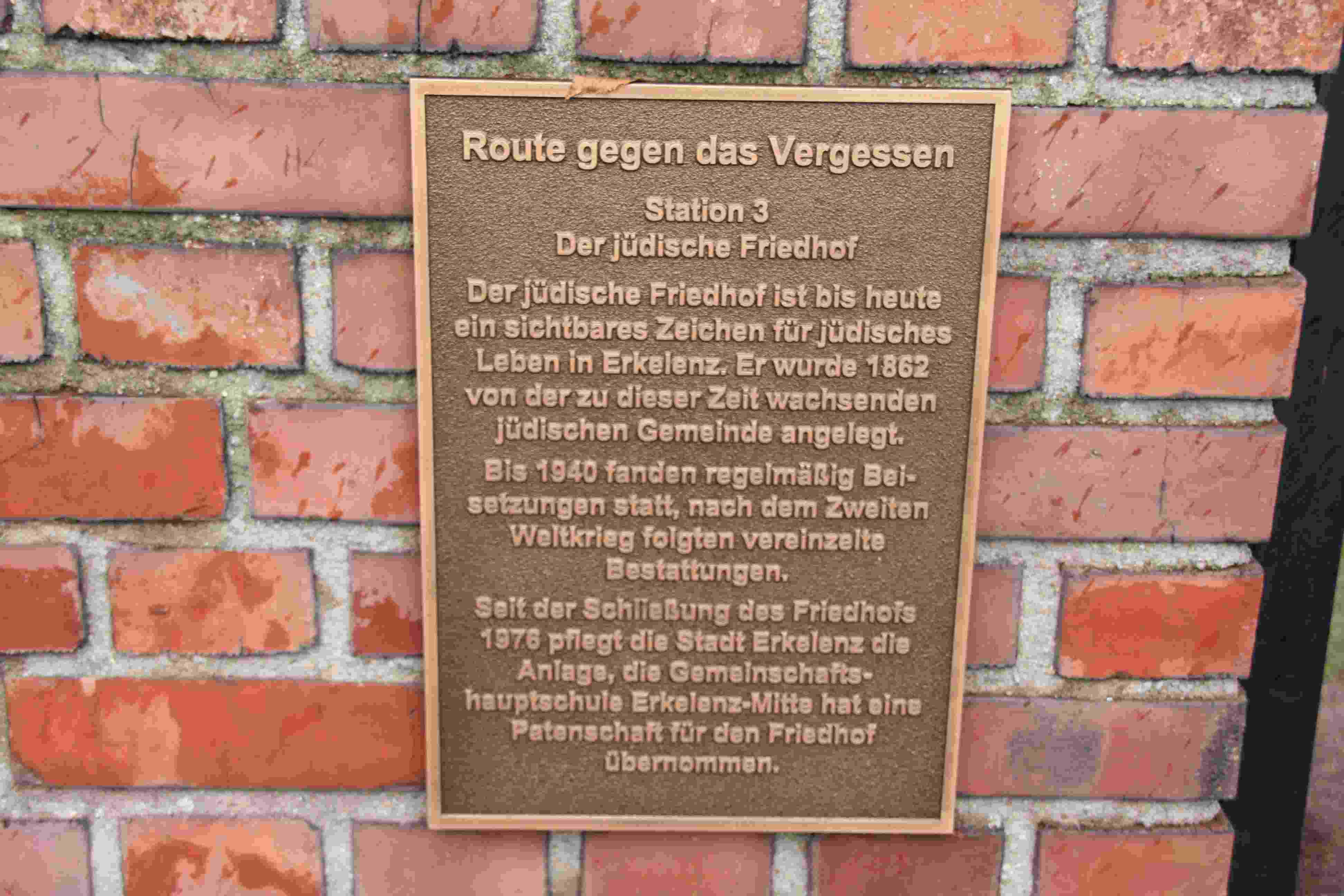
Gedenktafel, Station Jüdischer Friedhof Erkelenz

Die Route gegen das Vergessen erinnert in Erkelenz (Kreis Heinsberg) an die nationalsozialistische Gewaltherrschaft.

## Entstehung
2006 nahm eine Gruppe von Schülern an einem Wettbewerb „Denk(at)tag“ der Konrad-Adenauer-Stiftung teil. Ihre Arbeit war ein Beitrag zur Erinnerungskultur. Eine Route mit zwölf Standorten, den sogenannten Stationen sollte im Stadtgebiet an die nationalsozialistischen Verbrechen erinnern und der Opfer gedenken. Das Ergebnis ihrer Arbeit mündete in einen Internet-Auftritt. Hiermit gewannen die Schüler den 2. Platz des Wettbewerbes. Nun wollten die Schüler ihre virtuelle Idee aber auch in die reale Tat umsetzen. Die Gruppe bat in einem Aufruf interessierte Bürger um ihre Mitarbeit. Resultat war, dass an den 12 Stationen bronzene Gedenkplatten, meist auf einem gemauerten Sockel, angebracht wurden. Die Tafeln weisen einen kurzen Text auf.

## Eröffnung
Eröffnet wurde die Route am 9. November 2008 mit einer Zeremonie im Alten Rathaus. Ehrengast war Leah Thorn aus London, ihre Mutter Hannelore Leyens war 1939 mit einem Kindertransport nach England geflüchtet. Am 7. März 2010 zur Übergabe der Gedenkplatte in Schwanenberg war Gerald Leyens aus London, ein Bruder von Hannelore Leyens, eingeladen gewesen. Die Station in Hetzerath wurde am 16. Mai 2010 in Beisein von Leah Floh, Vorsitzende der Jüdischen Gemeinde Mönchengladbach und von Wilfried Johnen vom Landesverband der Jüdischen Gemeinden von Nordrhein eröffnet.

## Verlauf
Die meisten Stationen liegen in der Innenstadt und können so gut zu Fuß aufgesucht werden.
Vier Stationen befinden sich in drei Dörfern. Hier bietet sich eine Fahrradtour an, sie weist eine Streckenlänge von ca. 24 Kilometern auf. Auf der Geschäftsstelle des Heimatvereins der Erkelenzer Lande können für Gruppen Stadtführungen zur Route bestellt werden.

## Stationen
- Alter Friedhof (Erkelenz). Eine Ehrengrabstätte erinnert an sechs sowjetische Zwangsarbeiter und -innen. In der einzigen Gruft des Friedhofes liegt der ehemalige KZ-Gefangene Joseph Hahn begraben.
- Jüdischer Friedhof (Erkelenz), Neusserstraße. Der Friedhof wurde in der NS-Zeit verwüstet.
- Ehemalige Synagoge, Patersgasse. Im Novemberpogrom 1938 wurde die Synagoge geschändet.
- Jüdischer Friedhof (Schwanenberg). Die Grabsteine wurden in der NS-Zeit zerstört und beseitigt.
- Spießhof in Hetzerath. Am 1. April 1941 mussten die verbliebenen Juden, die noch im Kreis Erkelenz lebten, in dieses Gebäude („Judenhaus“) einziehen. Am 22. März 1942 wurden 25 Juden nach Izbica, in das damalige Generalgouvernement Polen deportiert. Ein Jude wurde in Majdanek ermordet, die übrigen im Vernichtungslager Belzec. Die letzten drei Juden vom Spiesshof wurden am 31. März 1942 in das Judenhaus Villa Buth  in Jülich-Kirchberg und später in das KZ Theresienstadt deportiert.
- Rheinisches Feuerwehrmuseum in Lövenich. Diese Station erinnert an die Gleichschaltung der Freiwilligen Feuerwehren. Der Brandmeister aus Katzem Josef Vaehsen musste Oktober 1933 sein Amt aufgeben. Der französische Kriegsgefangene Leon Serres kam bei Löscharbeiten in Venrath am 31. August 1943 um.
- Johannismarkt. 1933 erhielt der Platz den Namen Adolf-Hitler-Platz. Hier befand sich auch Anfang der 30er Jahre das „Braune Haus“, die Parteizentrale der örtlichen NSDAP. Die Station erinnert an die Gleichschaltung der Vereine und Berufsverbände.
- Haus Spiess in Erkelenz. Ehemals ein Privathaus, befinden sich hier heute Fraktionsräume verschiedener Parteien. Die Station erinnert an das damalige Parteienwesen. Das Zentrum war immer die stärkste politische Kraft im Kreis Erkelenz gewesen, auch bei der letzten Reichstagswahl am 5. März 1933. Zwischen März und Juli 1933 wurden 117 Anhänger der SPD und KPD verhaftet.
- Ehemaliges Gymnasium an der Südpromenade. Die Schule war vor 1933 katholisch geprägt. Schleichend wurden die humanistischen Erziehungsziele abgeschafft. Neue nationalsozialistisch geprägte Schuldirektoren leiteten das Gymnasium. In Erkelenz existierte seit den 20er Jahren das Konvikt des katholischen Ordens Oblaten des hl. Franz von Sales, dessen Schüler das Gymnasium besuchten, diese wurden massiv bedrängt. Das Konvikt musste schließen. Josef Eickels aus Wegberg musste 1935 kurz vor dem Abitur die Schule verlassen, da sein Vater Matthias Eickels als überzeugter Katholik galt.[3] Jüdische Schüler wurden der Schule verwiesen. Alfred Weinberg war froh, als er in Köln 1937 Schüler der Jawne wurde, er hatte die Schulatmosphäre in Erkelenz zuletzt unerträglich empfunden.[4]
- Ehemaliges Verlagshaus des Erkelenzer Kreisblattes, Brückstraße Nr. 29. Bis 1944 versuchte der Verleger und Zentrumspolitiker Joseph Hahn trotz des Druckes durch die örtliche NSDAP die Berichterstattung in seiner Zeitung aufrecht zu halten.
- Martin Luther Platz an der Evangelischen Kirche. Die Station erinnert an den Widerstand der Kirchen, der in Erkelenz von der katholischen Kirche getragen wurde. Das Presbyterium der evangelischen Kirche hatte sich den Deutschen Christen angeschlossen. Pfarrer Keller trat später von seinem Amt ab, um eine Parteistelle in der NSDAP zu übernehmen. Nur einzelne Personen wie der Presbyter Heinrich Conrady schlossen sich der Bekennenden Kirche an.[5] Die katholische Kirche stand unter dauernder Beobachtung. Bernhard Hubert Berwitt, Pfarrer von Venrath, war vom 9. bis 30. April 1942 wegen einer Äußerung von der Kanzel in Aachen in Haft.[6] 11 Priester aus den Dekanaten Erkelenz und Wegberg wurden wegen verbotenem Hören feindlicher Radiosender vor dem Sondergericht Düsseldorf und dem Reichsgericht Leipzig gestellt. Heinrich Florenz aus Gerderhahn wurde zu 3 Jahren Zuchthaus verurteilt. Heinrich Beulen aus Gerderath erhielt 1 Jahr Gefängnis. Robert Hortmanns aus Golkrath wurde freigesprochen. Die Höchststrafe bekam Gottfried Plaum aus Klinkum, Wegberg mit 6 Jahren Zuchthaus.[7] Der Priester und Judenretter Joseph Emonds stammt aus Terheeg und ist auf dem Friedhof Roermonder Straße begraben.[8]
- Altes Rathaus (Erkelenz). Diese Station erinnert an den Widerstand demokratischer Politiker, einige dieser Personen werden im Folgenden vorgestellt: Das ehemalige Mitglied des Gemeinderates von Holzweiler, der Landwirt Peter Mertens (SPD) starb im Konzentrationslager. Jack Schiefer (SPD) arbeitete im Widerstand und erhielt eine Zuchthausstrafe. Joseph Hahn und Reinhold Klügel (beide Zentrum) wurden verhaftet, letzterer am gleichen Tag überraschend freigelassen. Joseph Hahn hingegen war Häftling im KZ-Außenlager Köln Messehalle.

## Veranstaltungen
Die Arbeitsgruppe führt seit 2011 in Erkelenz jeweils am 27. Januar eine Gedenkveranstaltung zum Tag des Gedenkens an die Opfer des Nationalsozialismus durch. An diesem Tag wurde 1945 das KZ Auschwitz-Birkenau von der Roten Armee befreit. Die Mitglieder haben die Namen aller ermordeten jüdischen Menschen, die im Gebiet der Stadt Erkelenz gelebt haben, in einem Tonstudio auf Band eingelesen. An dem Tag werden diese Namen auf dem Marktplatz neben dem Alten Rathaus von Sonnenaufgang bis zum -untergang mit Hilfe einer Tonaufnahme in Endlosschleife über Lautsprecher vorgelesen.
2014 wurde zum Jahrestag des Attentats auf Hitler eine Radtour entlang der Route des Vergessens durchgeführt.

## Weitere Opfer
- Werner Müller, der Technische Direktor und Teilhaber der Bohrgerätefabrik Alfred Wirth & Co. KG in Erkelenz (im Volksmund kurz Bohr genannt), wurde 1943 vom „Volksgerichtshof“ zum Tode verurteilt. In einem zweiten Prozess wurde dieses Urteil 1944 in eine Zuchthausstrafe umgewandelt. Er überlebte und kehrte nach Erkelenz zurück.

## Publikationen
- Route gegen das Vergessen – Erkelenz erinnert sich. 2. erw. Aufl. Heimatverein der Erkelenzer Lande e. V., Erkelenz 2011.
- 2014 erschien unter dem gleichen Titel ein Flyer, der eine kleine Karte enthält.